# تاريخ فرسان الإسبتارية في بلاد الشام
يهتم تاريخ فرسان الإسبتارية في بلاد الشام بالسنوات الأولى لتنظيم مستشفى القديس يوحنا في القدس، فرسان الإسبتارية، حتى عام 1309 ميلادية.
شُكِّلَ التنظيم في الجزء الأخير من القرن الحادي عشر، ولَعِبَ دورًا رئيسيًا في مملكة القدس، ولا سيَّمَا الحروب الصليبية. استمر هذا الدَّور حتى طُرِدَ الصليبيون من الأرض المقدسة (فلسطين)، وحتى احتلال التنظيم لجزيرة رودس في أوائل القرن الرابع عشر الميلادي. من بين أهم الأحداث الداخلية في السنوات الأولى للمملكة، كان تأسيس الرتب العسكرية، والتي شملت فرسان الإسبتارية، وفرسان الهيكل، والنظام التوتوني. على عكس بداية فرسان الإسبتارية كمنظمة خيرية، بدأ فرسان الهيكل والتوتونيون بمهمة عسكرية. ستلعب هذه الأوامر الرئيسية الثلاثة دورًا رئيسيًا في الأنشطة العسكرية للمملكة، أحيانًا بشكل تعاوني، وأحيانًا لا. في ساحة المعركة، كانوا يتشاركون فيما بينهم في كثير من الأحيان أهم الأدوار التكتيكية، فكانوا في طليعة الجيش وكانوا بمثابة الحارس الخلفي.

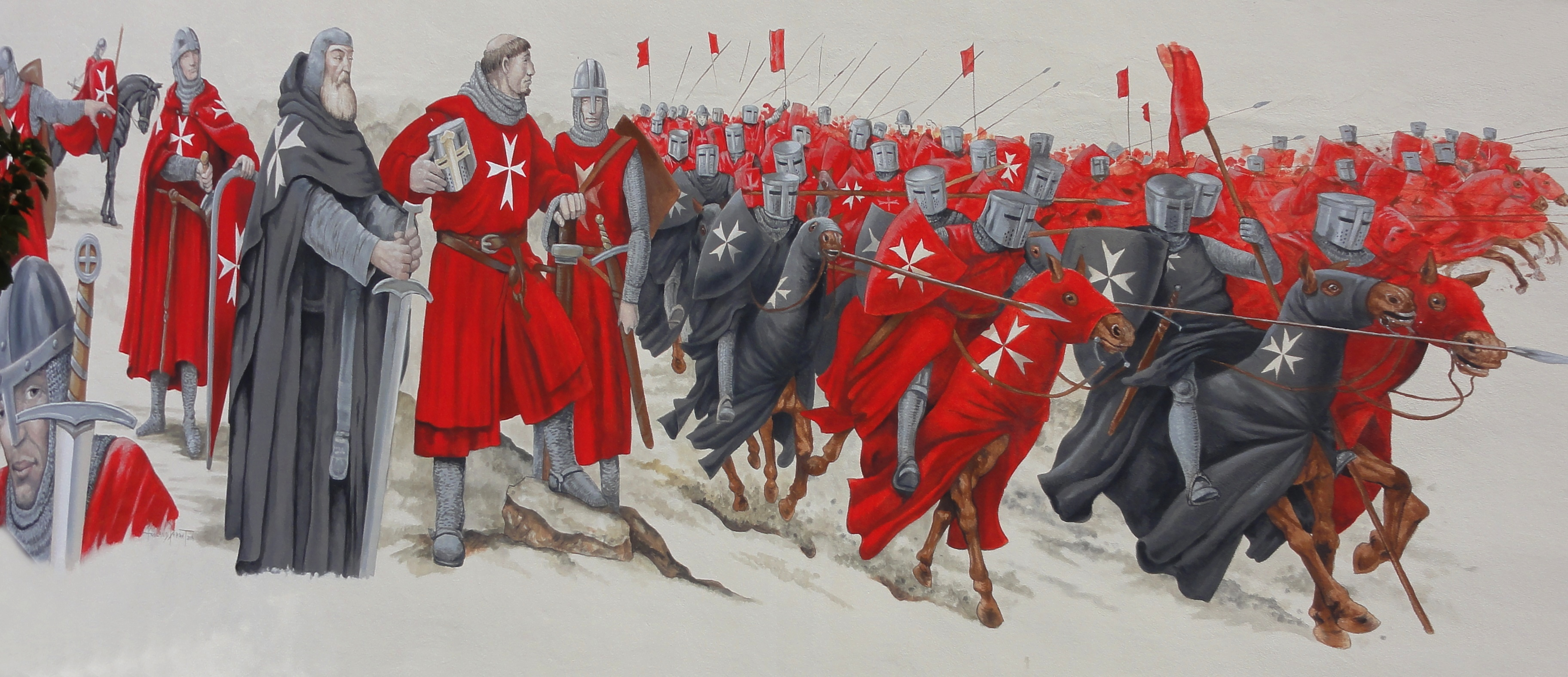
فرسان الإسبتارية في القرن الثالث عشر الميلادي

بعد احتلال الصليبيين للقدس عام 1099 ميلادية، كان سيِّدُ أو وَصِيُّ التنظيم هو جيرارد الذي ساهم في تأسيس مستشفى أمالفيتان حوالي عام 1070 ميلادية. اعتَرَفَ بابا روما رسميًا على فرسان الإسبتارية في العام 1113 ميلادية.
بعد حكمه لفرسان الإسبتارية بعد عام 1120، قرر ريمون دو بوي، خليفة جيرارد، أن مَهمَّة توجيه الحُجَّاج المسيحيين وتسليتهم لم تَعُدْ كافية، بل يجب على التنظيم أن يكون مُستعدًا للقتال، من أجل إبقاء طرق الحُجَّاج سالكة.
كانت الشارة الـمُمَيِّزَة لفرسان الإسبتارية هي الصليب الأبيض الذي ارتدوه على ستراتهم فوق دروعهم، وكانوا قوة رئيسية في الأرض المقدسة وفي جميع أنحاء المملكة الغربية الصليبية هناك. يَجدر التنويه أن نظام الفرسان الإسبتارية لا يزال حتى يومنا هذا بأشكال مختلفة، بما في ذلك منظمة فرسان مالطة العسكرية المستقلة .
تقول المصادر اللاتينية الأصلية للحملة الصليبية الأولى أن تاريخ التنظيم قد بدأ بالفعل مع نشوء مملكة القدس الأولى.
في أواخر القرن الثاني عشر، قدم المؤرِّخ وليام الصوري تأريخاً لفرسان الإسبتارية، وقد تم التحقق من بعض ما ورد في روايته، وكان بعضها الآخر بمثابة قصة خيالية عُرِفَتْ باسم ميراكولا.
بحلول نهاية القرن الثالث عشر، نشرَ أحدُ النبلاء الإيطاليين أولَّ تاريخ حقيقي لفرسان الإسبتارية، على الرغم من استمرار نشر أساطير ميراكولا. وقد قام المؤرخ الفرنسي جوزيف ديلافيل لو رولكس بكتابة التاريخ النهائي للتنظيم في أواخر القرن التاسع عشر. يرتبط تاريخ الفرسان في الأرض المقدسة خلال أوائل القرن الرابع عشر ارتباطًا وثيقًا بتاريخ الحروب الصليبية في بلاد الشام .

## التاريخ المبكر
إنَّ أولَّ مَن كتبَ رسمياً عن تاريخ فرسان الإسبتارية هو المؤرخ والإسبتاري ويليام من سانتو ستيفانو الذي احتفظَ بالكثير من السجلات المُبكرة للنظام بين عامي 1278 و 1303 ميلادية.
نقلَ ويليام روايتين أساسيتين عن فرسان الإسبتارية. الرواية الأولى هي القصة الشعبية لبدايات المستشفى قبل زمن المسيح المعروف باسم Miracula. أما الرواية الثانية فقد سجلها رئيس أساقفة القرن الثاني عشر والمؤرخ وليم الصوري، وفي حين اعترفت بوجود دور رعاية للمسنين في القدس، حددت تاريخ تأسيس المستشفى في القرن الحادي عشر من قبل مجموعة من التجار من أمالفي . 

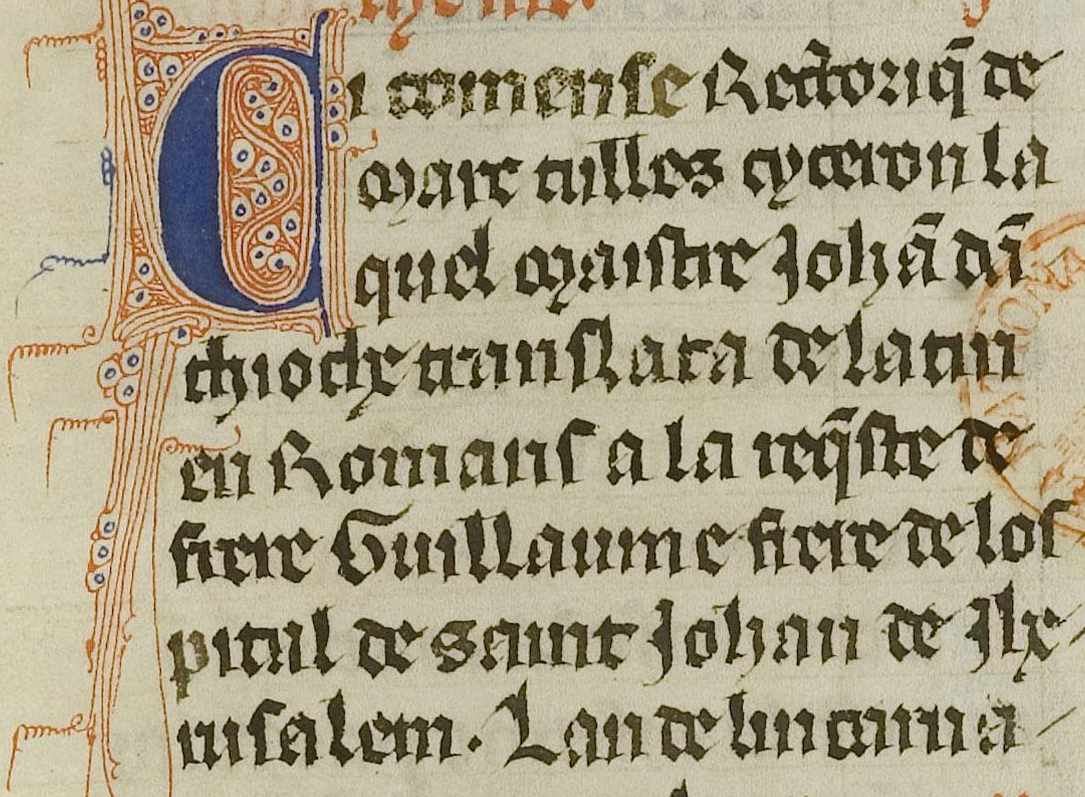
الإهداء لـِ (Frere Guillaume) في النص. في مخطوطة شانتيلي لوليام سانتو ستيفانو

### أسطورةميراكولا
تحاول الأسطورة Miracula أن تربط بين نشاة التنظيم ووقائع الاحتلال الروماني للأرض المقدسة.  وقد أشاع هذا رسميًا الزعيم الثاني للتنظيم Raymond du Puy في مُؤَلَّفه، وهي قصة استمرت حتى أواخر القرن الثالث عشر.  هذه الرواية الأسطورية تبدأ قبل زمن المسيح مع الملك أنطيوخس المحتل اليوناني للقدس في القرن الثاني قبل الميلاد. أراد أنطيوخس معاقبة مينيلوس، الكاهن الأكبر لليهود الذي انتهك قبر داود، لكن التدخل الإلهي منع ذلك وقام ببناء مستشفى بدلاً منه. كان هذا المستشفى مدعومًا بصدقات من يهوذا المكابي وعُهد بها لاحقًا إلى زكريا، والد يوحنا المعمدان، أحد أسيادها الأوائل. خلفه، المعروف باسم جوليان الروماني، كان الوصي عندما زار المسيح نفسه المستشفى، التي آوت فيما بعد السيدة العذراء والرسل خلال الآلام. ظهر المسيح هنا مرة أخرى بعد القيامة، مشكوكًا فيه من قبل القديس توما هنا، وقُضِيَ على المتحولين الكاذبين Ananais و Sapphira ، وانتُخِبَ الشمامسة السبعة. عاشت مريم هناك ثلاث سنوات، ومن هناك صعدت إلى السماء. 
وُضِعَ هذا التَصَوُّر لِلمُعجزة قبل تحرير صلاح الدين القدس في العام 1187 ميلادية، ونشرها الباباواتُ والملوك على أنها إنجيل لسنوات عديدة بعد ذلك.
خلال أواخر القرن الثالث عشر، استمرَّ الترويج لهذه الأسطورة من أجل جمع الأموال والتبرعات. حتى أن البعض يدعي أن القديس ستيفن بروتومارتير كان أول سيد للتنظيم ونُسِبتْ مآثرُ خياليةٌ إلى أوائل القادة الكبار الفعليين. أُعِيدَ كتابةُ الأسطورة مرارًا وتكرارًا بين القرنين الثالث عشر والخامس عشر الميلاديين، ولكن بفضل جهود ويليام سانتو ستيفانو فقد بانَ عُوار هذه الأسطورة. 

### تاريخ المُستشفى في العصور الوسطى
إن الرواية القروسطية عن نشأة المستشفى في أيام المكابيين تشتمل على بعض الحقائق. يُشير البحث التاريخي على وجود بعض الأدلة على تدمير تكيَّة قديمة أثناء الغزو الروماني بقيادة الإمبراطور تيتوس لمدينة القدس في العام 70 ميلادي.
وتُشير السجلات التاريخية على وجود مُستشفى (Hospitale Hierosolymitanum)، في القدس منذ الأيام الأولى للحج المسيحي إلى الأرض المقدسة.
في العام 603 ميلادية، كَلَّفَ البابا غريغوري الأول رئيس الدير بروبس، وهو في الأصل من رافينا ومبعوث غريغوري سابقًا في محكمة لومبارد، لبناء مستشفى في القدس. بُنِيَ البيمارستان (الترجمة الفارسية للمستشفى) في موريستان في الحي المسيحي بالبلدة القديمة لعلاج ورعاية الحجاج المسيحيين إلى الأراضي المقدسة. 

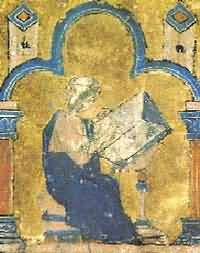
وليام الصوري يكتب تاريخه. من ترجمة فرنسية قديمة تعود إلى القرن الثالث عشر، Bibliothèque Nationale de France ،Paris ، MS 2631، f.1r

في العام 800 ميلادية، قام شارلمان بتوسيع مستشفى بروبس، وبناء مكتبة استمرت لقرنين من الزمان.  ينتمي الرهبان المسؤولون عن خدمة الكنيسة ودار العجزة إلى رهبانية القديس بنديكتوس. قدَّم هؤلاء الرهبان طلباً للبابا ليو الثاني لتقديم حلاً للجدل العقائدي، والذي قدمه مجلس إيكس لا شابيل في عام 809.
وقد وَصَل شارلمان بعد ذلك على اتِّفاق مع الخليفة العباسي هارون الرشيد بحماية الحُجَّاج المسيحيِّين مُقابل ضريبة يُؤديها له الحُجَّاج. وقد حافظ الأباطرة والخلفاء المتعاقبين على ذلك الاتفاق. ففي أواخر عهد لويس الثاني ملك إيطاليا، استمرت العلاقات الدبلوماسية مع أبناء الرشيد، وظلَّ وضع المسيحيين مستقراً في فلسطين.
ويُستدلُّ على ذلك من خلال رسالة قُرِئَت في المجمع المسكوني الثامن للقسطنطينية عام 869 ميلادية من ثيودوسيوس القدس إلى إغناطيوس القسطنطينية والتي تنص على:
"يُظهر المسلمون الكثير من اللطف تجاهنا، حيث يمنحوننا الإذن ببناء كنائسنا ويحظرون كلَّ سلوك لا يتَّسِمُ بالعدل. ويمتنعونَ عن إلحاق الأذى أو العنف بنا بأي حال من الأحوال ". 
قريباً من وقت هذه الرسالة، زار الحاج الفرنجي برنارد الراهب مدينة القدس، وأبلغ عن وجود التكية والكنيسة بالقرب من القبر المقدس، عند سفح التل، ولم يُبَلِّغ عن أي حوادث مع المسلمين. 
وقد ذكر برنارد أن تكية المسنين كانت مرتبطة بكنيسة مخصصة للقديسة مريم، على الرغم من أنها ليست بالضرورة كنيسة القرن الحادي عشر الموضحة أدناه. 
من المعروف أن في القرن العاشر الميلادي حدثتْ بعض الاضطرابات في الأرض المقدسة، لكن المسيحيين، سواء المحليين منهم أو الحُجَّاج، كانوا آمنين نسبيًا.
أدت الحملات البيزنطية التي قادها نيكيفوروس الثاني فوكاس وجون الأول تزيمسكيس من 968-975 ميلادية إلى إخضاع سوريا للإمبراطورية اليونانية. كما واحتلت الخلافة الفاطمية في مِصر القدسَ عام 970 ميلادية. ومع ذلك، فإن هذه الاضطرابات لم تؤثر سلبًا على المؤسسات اللاتينية في الأرض المقدسة، والتي انعكست في التبرع المهم في 993 ميلادية من قبل هيو الكبير، مارجريف توسكانا ، لكنيسة القيامة ودير كنيسة القدس.

### تدمير وترميم القبر المقدس
مع بداية القرن الحادي عشر، كان مسيحيو الأرض المقدسة تحت سيطرة الفاطميين، وتمتعوا بِقَدْرٍ كبيرٍ من الاستقلال الذاتي. إلا أنهم خسروا هذه الاستقلالية وتعرَّضوا للاضطهاد في عهد الحاكم بأمر الله الفاطمي، وهو ابنٌ لأمٍّ مسيحيةٍ، ونشأ في الغالب على أيدي المسيحيين.
في عام 1004 ميلادية، بدأ الحاكم بأمر الله يتمرَّد على ما تَرَبَّى عليه في صِغَرِهِ، وأصدرَ المراسيمَ ضدَّ المسيحيين، وأمر بمصادرة ممتلكاتِ الكنيسة، وبناء المساجدِ فوقَ الكنائس، وفي النهايةِ حرق الكنائس نفسها.
كانت كنيسة القيامة مَصبَّاً رئيساً لغضب السلطان. ففي 18 أكتوبر من عام 1009 ميلادية، أمر بتدمير كنيسة القيامة والمباني المرتبطة بها. 
ثمَّ أمر بِحَظْر المواكب، وبعد بضع سنوات، قيل إن جميع الأديرة والكنائس في فلسطين تقريباً قد دُمِّرتْ أو صُودِرَت. ويُقال إنَّ كنيسة المَهْد هي الكنيسة الوحيدة التي نجت. 
ابتداء من عام 1012 ميلادية، بدأ الحاكم بأمر الله بالسماح للمسيحيين واليهود بالعودة إلى إيمانهم وإعادة بناء دور عبادتهم الـمُدَمَّرة. ومنذ منتصف القرن الثاني عشر الميلادي، أدَّى ضَعْفُ خلفاء شارلمان إلى انتقالِ رعاية وحماية المسيحيين في الأرض المقدسة إلى الأباطرة البيزنطيين.
بعد وفاة الحاكم بأمر الله عام 1021 ميلادية، سَمَحَ ابنُهُ وخليفتُهُ علي الظاهر بالبدء في إعادة بناء كنيسة القيامة، ووافقَ رسميًا على نقل الوصاية إلى أيدي البيزنطيين. وعادَ الحجُّ المسيحيُّ مرةً أخرى بشكل جِدِّيٍّ، ووصلَ إلى ذُرْوَتِه في عام 1033 ميلادية، ويُعتقد أنه الذكرى الألف لحادثة صلب المسيح.
في العام 1065 ميلادية، صادفَ عيدُ الفُصْح نفس تاريخه في عام 33 بعد الميلاد، وكان الحجُّ على أَشُدِّه. حيث حَظِيَ المسيحيُّون بِجَوٍّ هادئٍ نسبياً خلال هذه الفترة، واستمرَّت التبرعاتُ خاصة من إنجلترا. وظلَّتْ التفاعلاتُ بين كنائس القدس والقسطنطينية على حالة نشطة.
من الجدير بالذكر أن هذا الوضع استمرَّ حتى استولى السلاجقة الأتراك على القدس في العام 1073 ميلادية تحت قيادة أتسيز بن عواق. ويُزْعَمُ أن المعاملة التي قُوبِلَ بها الحُجَّاجُ المسيحيين من السَّلاجقة الأتراك كانت دافعًا رئيسيًا للدعوة إلى الحملة الصليبية من قبل البابا أوربان الثاني في عام 1095. 

### الأمالفيين
يبدأ السرد التاريخي الذي قدَّمه المؤرخ وليم الصوري في القرن الحادي عشر الميلادي، ولقد أكَّدَتْ ذلك مصادرٌ معاصرة له.
ويبدو واضحاً أن تجار منطقة أمالفي الإيطالية الذين صدمهم الوضع الغير مُستقر لمسيحيِّي الأرض المقدسة، كانوا هم الحافز وراء بناء المستشفى، وقد حصل هؤلاء التجار من خلال علاقاتهم التجارية المبكرة مع الفاطميين على الإذن للمسيحيِّين اللاتين بتأسيس كنيسة ودار رعاية للمُسنِّين في القدس،
إنه لمن الصعب تحديد الوقت الذي مُنِحَ فيه التجار هذا الامتياز، حيث قدم المؤرخون الأوائل للحملة الصليبية الأولى تواريخ مختلفة.
فقد صَرَّح إيكيهارد من أورا أن المستشفى كان موجوداً في القدس قبل ذلك الوقت. وقال وليم الصوري إن تاريخ بناء المستشفى في العام 1023 ميلادية، مع القديس الراعي يوحنا المونير ، بطريرك الإسكندرية الخيري في القرن السابع. الرواية مجهولة الكاتب هيستوريا بيل ساكري، دعمت رأي المؤرخ وليم الصوري وبقي هذا الرأي كاعتقاد استمر حتى أوائل القرن العشرين. حتى ذكر سيكار من كريمونا أن التاريخ هو 1086 ميلادية وليس 1023 كما زعم وليم الصوري. 
وقال المؤرخ الإيطالي في العصور الوسطى أماتوس أوف مونتكاسينو إن هناك مستشفيات أُنْشِئت في القدس وأنطاكية بمبادرة من الأمالفيِّ الثريِّ والتقيِّ الذي يُعرَف بماورو البانتاليوني الذي تربطه علاقات عائلية وثيقة بدير مونتي كاسينو. 
وأفاد مؤرخ أمالفيٌّ مجهول أن المطران جيوفاني من أمالفي (1070-1082 ميلادية) ذهب في رحلة حج إلى القدس ورحب به الأمالفيتيون الذين أسسوا - قبل بضع سنوات في عام 1070 - تكيَّتين في إيليا كابيتولينا لعلاج الحُجَّاج المرض من الرجال والنساء. وتجدر الإشارة إلى أن هذا التفسير هو الذي تؤكده الأدلة الأثرية،   وهو المقبول من قبل المؤرخين المعاصرين. 

## الأصل ، 1140-1070 ميلادية

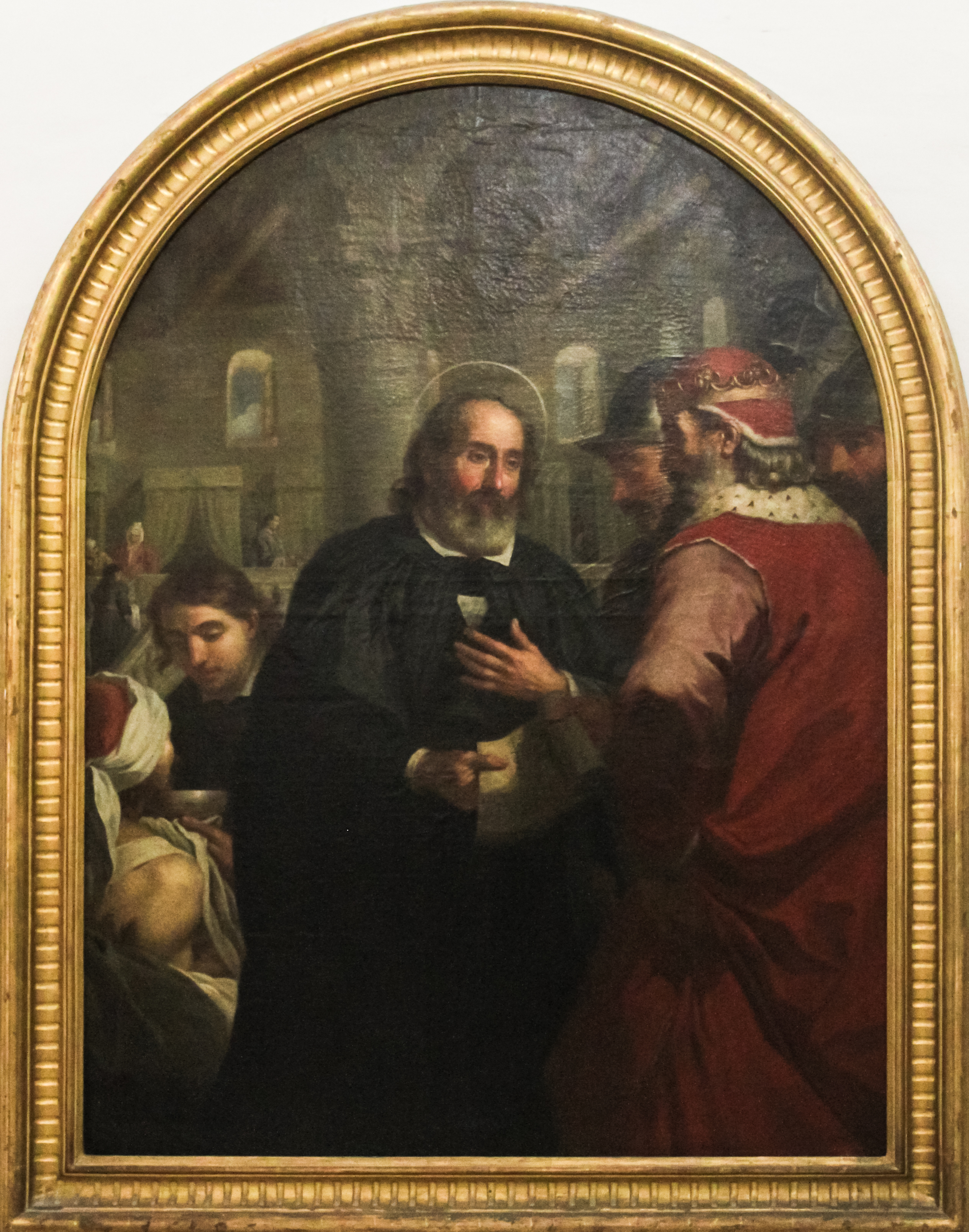
المُبارك جيرارد يستقبل Godefroy de Bouillon. للرَّسام الفرنسي أنطوان دي فافراي، في المتحف الوطني للفنون الجميلة في مالطا.

حِفِلَ القرنُ الأول من بداية تأسيس التنظيم بشخصيتين بارزتين:
- الأول: هو مؤسس المستشفى، البيندكتي جيرارد الذي خدم لما يقرب من نصف قرن.
الثاني: هو فارس فرنسي اسمه ريموند دو بوي الذي قام بتحويل خدمات التنظيم من تقديم الرعاية والحماية للحُجَّاج إلى منظمة عسكرية تُقاتل تحت ظِلِّ المملكة الصليبية في بلاد الشام. 

### جيرارد والحملة الصليبية الأولى
في حوالي العام 1080 ميلادية، عَيَّن رئيسُ كنيسة القديسة ماري لِلَّاتين الأخ البيندكتي بيير جيرارد دي مارتيغ لقيادة المستشفى كرئيس لها. 
عُرِفَ دي مارتيج لاحقًا وهو بعمر 35 عامًا باسم الـمُبَارَك جيرارد، على الرغم من عدم الاعتراف به كقديس من قبل الكنيسة الكاثوليكية.  لربما كان أحد (frates conversi) وتعني (الأُخوة المترهبنين أو الأخوة العاديين)  الذين أتوا إلى الأرض المقدسة للخدمة في الدير.
وُلِدَ جيرارد المُبارك في حوالي لعام 1040 ميلادية، في بلدة مارتيغ، بروفانس الفرنسية في إقليم بوش دو رون.  عدد من الفرضيات التاريخية حول جيرارد وعائلته اقتُرِحَتْ ورُفِضَتْ في آن معاً. 
من أبرز مؤرخي التنظيم المعاصرين جوناثان رايلي سميث وهيلين نيكولسون وآلان ديمرغر. كما ساهم علماء الآثار بتقديم معلومات قيِّمة من خلال تنقيباتهم في القلاع الصليبية من أمثال ديفيد نيكول وهيو كينيدي.

## الملحق: قائمة كبار قادة التنظيم
فيما يلي قائمة كبار القادة في تنظيم فرسان الإسبتارية، بما في ذلك أولئك الذين قدموا خدمات مؤقتة، مع التواريخ التقريبية.  لاحظ أن هناك خلافًا كبيرًا حول تواريخ فترات حكمهم.   في عمله عام 1904، قام ديلافيل لو رولكس أيضًا بتجميع قائمة بجميع كبار القادة المعروفين في فرسان الإسبتارية. 
| كبار قادة الإسبتارية               |                  |
| الاسم                              | الفترة           |
| ---------------------------------- | ---------------- |
| المبارك جيرارد                     | 1113-1120        |
| ريموند دو بوي                      | 1120-1160        |
| أوجيه دي بالبن                     | 1160-1162        |
| أرنو دي كومبس                      | 1162             |
| جيلبرت من Assailly                 | 1162-1170        |
| جاستون دي مورولس                   | 1170 - 1172      |
| يوبير من سوريا                     | 1172-1177        |
| روجر دي مولين                      | 1177-1187        |
| وليام بوريل ، إعلان مؤقت           | 1187             |
| أرمينغول دي أسبا                   | 1187 - 1190      |
| غارنييه دي نابلس                   | من 1190 إلى 1192 |
| جيفروي دي دونجون                   | 1193-1202        |
| بيير دي ميرماندي ، مؤقتًا           | 1202             |
| فرناندو أفونسو دي البرتغال         | 1202-1206        |
| جيفروي لو رات                      | 1206-1207        |
| Guérin de Montaigu                 | 1207-1228        |
| برتراند دي ثيسي                    | 1228-1231        |
| غيران ليبرون                       | 1231-1236        |
| برتراند دي كومبس                   | 1236-1240        |
| بيير دي فيلي بريود                 | 1240-1242        |
| غيوم دي شاتونوف (سُجن في 1244-1250) | 1242-1258        |
| جان دي روناي ، مؤقت                | 1244-1250        |
| هوغو دي ريفيل                      | 1258-1277        |
| نيكولاس لورن                       | 1277-1285        |
| جاك دي تاكسي ، مؤقت                | 1285             |
| جان دي فيلييه                      | 1285-1294        |
| أودون دي بينس                      | 1294-1296        |
| غيوم دي فيلاريه                    | 1296-1305        |
| فولكيس دي فيلاريه                  | 1305 - 1317      |